# قمر شام (مسلسل)
قمر شام مسلسل سوري عرض في رمضان 1434هـ/2013م.

## قصة المسلسل
تدور احداث المسلسل في الشام في حارة (المادنة) الذي يتزعمها الزعيم أبو حمزة (رفيق السباعي) وفي الحارة شهران البغجاتي (بسام كوسا) وأخوه صبحي وأختهم أم جمال التي تساعد أهل الحارة والأناس الفقراء. تتوالى الأحداث حتى يقوم كوكي (طارق مرعشلي) بمساعدة أبو عبدو (جلال شموط وهو رجل سيئ) بقتل صبحي الذي كان ذاهبًا مع شهران لكي يخطب في نفس الليلة، فيحاول شهران الانتقام لأخيه ومعرفة القاتل، فيلتقي لاحقا بمأمون (عامر علي) الذي أتت به أم جمال لكي تساعدَه فتنشأ عَلاقة متينة بين شهران ومأمون.

## بطولة

### أبطال أساسيون
| الممثل      | الدور |
| ----------- | --- |
| بسام كوسا   | المعلم شهران وهو رجل طيب ومحبوب لدى حارته يملك محل للحلويات ولكن بسبب غيرة أبو عبدو منه ومن المالكنات التي لديه يبعث كوكي لقتل صبحي ونجح ولكن اهل الحارة وشهران اكتشفو جرائم أبو عبدو ويفشل شهران بقتل أبو عبدو ولكن يظن انه مات ولكن شهران يكتشف رجل اسمه مأمون ويصبح صديقه وفي النهاية ينتصر شهران على أبو عبدو |
| منى واصف    | سالمة أم جمال وهي امرأة طيبة تساعد الفقراء والمساكين وشقيقة شهران تقتل على يد أبو عبدو |
| رفيق سبيعي  | الزعيم أبو حمزة وهو رجل كبير في العمر ولكنه حكيم ومتصرف وقت الشدة وهو زعيم حارة المادنة يقتل على يد نذير |
| فايز قزق    | أبو يوسف وهو رجل بخيل جدا ومخللاتي الحارة يظن شهران ان أبو يوسف هو من قتل اخوه صبحي ويظهر ان لا دخل لابو يوسف ولكن يعمل مع أبو عبدو ولكنه يتوب |
| أحمد الأحمد | الدز وهو رجل قوي وطيب كان يدعي انه مسكين في البداية ويكشف نفسه وانه عاقل ومساعد الزعيم الأول ويحب الخير وهو من كشف أبو عبدو وخططه |
| جلال شموط   | أبو عبدو وهو رجل شرير ونجس وخسيس ويكره شهران بسبب غيرته منه وهو قاتل صبحي ومرزوق وأبو حمزة وأبو صطيف وأم جمال وبعض خيالتها يصبح زعيم الحارة ويطلق عليه رصاصة من قبل شهران لكنه لا يموت ويكرهه جميع اهل الحارة يملك بايكة ومعه نقود كثيرة يقتل على يد نبيلة خطيبة صبحي                                             |

### أبطال مشاركون
1. محمد قنوع بدور ((نذير))
2. قاسم ملحو بدور (( واوي))
3. عامر علي بدور ((مأمون))
4. ديمة قندلفت بدور ((عفاف))
5. معتصم النهار بدور ((نادر))
6. علاء قاسم بدور ((مرزوق))
7. طارق مرعشلي بدور ((كوكي))
8. وسيم الرحبي بدور ((موفق))
9. لمى إبراهيم بدور ((نوال))
10. سليم كلاس بدور ((أبو فتاح))
11. علي كريم بدور ((أبو بكري))
12. عبد الرحمن آل رشي بدور ((القاضي))
13. أكرم الحلبي بدور ((طوني))
14. عدنان أبو الشامات بدور ((بهجت))
15. هبة نور بدور ((شاهيناز))
16. علي سكر بدور ((أبو صطيف))
17. بسام دكاك بدور ((فواز))
18. محمود نصر بدور ((صبحي))
19. إيمان عبد العزيز بدور ((أم بكري))
20. وليد حصوة بدور ((نادر))
21. رشا إبراهيم بدور ((ليلى))
22. وفاء العبدالله بدور ((أم يوسف))
23. غادة بشور بدور ((الداية الحارة ))

## وصلات خارجية
- قمر شام يستمر في جزئه الثاني في رمضان المقبل
- مسلسل قمر الشام